# 東京ディズニーランドのショップの一覧
東京ディズニーランドのショップの一覧（とうきょうディズニーランドのショップのいちらん）は東京ディズニーランド (TDL) 内に設置されたショップの一覧である。
パークで購入したグッズを商品店舗から有料で配送するサービスを行っていたが、2019年9月30日をもって終了した。これ以降は商品を購入後、宅配センターまたはボン・ヴォヤージュまで行く必要がある。

## ワールドバザール

### シルエットスタジオ
| シルエットスタジオ | シルエットスタジオ |
| ------------------ | ------------------ |
| オープン日         | 1984年4月10日      |
| 商品ジャンル       | 切り絵             |

シルエットスタジオ (Silhouette Studio) は、ワールドバザールにあるショップで、切り絵の実演、販売を行っているショップ。1984年4月10日オープン。「ハウス・オブ・グリーティング」の隣にある。自分の横顔のシルエットの切り絵を作ってくれる。ミッキー、ミニー、ドナルド、プー、スティッチと自分を向かい合わせにすることも可能。

### タウンセンターファッション
| タウンセンターファッション | タウンセンターファッション |
| -------------------------- | -------------------------- |
| オープン日                 | 2007年9月21日              |
| 商品ジャンル               | アパレル                   |

タウンセンターファッション (Town Center Fashion) は、ワールドバザール内に2007年9月21日に開店したパーク内最大のアパレルショップ。グランドエンポーリアム開店に伴う「タウンクロージアーズ」の閉店以後パーク内にアパレル専門店が無かった為、今回「アップタウン・ブティック」を拡充する形で「トイキングダム」「ストーリーブック・ストア」「アップタウン・ブティック」の3店舗を統合し、その跡地にアパレル専門店としてオープンした。

### ディズニー&カンパニー
ディズニー&カンパニー(Disney & Co.)は、ワールドバザールにあるショップで、スペシャルイベントの関連グッズや、ディズニーキャラクターのグッズを中心に扱っているショップ。扱っている商品はぬいぐるみやTシャツなど、バラエティに富んでいる。

### トイ・ステーション
| トイ・ステーション | トイ・ステーション |
| ------------------ | ------------------ |
| オープン日         | 2007年9月21日      |
| 商品ジャンル       | おもちゃ           |

トイ・ステーション (Toys Station) は、ワールドバザール内に2007年9月21日に開店したおもちゃ専門店。それまでの「トイキングダム」の閉店に伴い「ミッキーのモダーンメモリー」「ビーバップ・ホップ」の2店舗を統合し、その跡地におもちゃ専門店としてオープンした。
「バースデーパスポート」に付属するオリジナルグッズは、ここで受け取る事ができる。

### ハウス・オブ・グリーティング
ハウス・オブ・グリーティング (House of Greetings) は、ワールドバザールにあるショップで、文具を中心に扱っている。ポストカードからボールペン、シャープペン、メモ帳など、種類は豊富。店内には机があり、買ったポストカードをすぐ書いて投函することもできる。2008年3月より隣の「ビクトリアズ・ジュエリーボックス」を併合し、閉店した「ストーリーブック・ストア」に代わり書籍・CD・DVDの販売を開始した。

### ハリントンズ・ジュエリー&ウォッチ
| ハリントンズ・ジュエリー&ウォッチ | ハリントンズ・ジュエリー&ウォッチ |
| --------------------------------- | --------------------------------- |
| オープン日                        | 2007年3月10日                     |
| 商品ジャンル                      | 腕時計、置き時計                  |

ハリントンズ・ジュエリー&ウォッチ (Harrington's Jewelry & Watch) は、ワールドバザールにある、腕時計や掛け時計、置き時計が売られているショップ。ディズニーキャラクターのものから、シンプルなものまで様々な時計が売られている。2006年9月3日まではセイコーがスポンサーだった。2007年3月10日より「ニューセンチュリー・クロックショップ」から名称が変更されリニューアルオープンした。

### ペイストリーパレス
| ペイストリーパレス | ペイストリーパレス                                   |
| ------------------ | ---------------------------------------------------- |
| オープン日         | 1983年4月15日 (東京ディズニーランドと同時にオープン) |
| スポンサー         | ユーハイム                                           |
| 商品ジャンル       | マドレーヌなど焼き菓子                               |

ペイストリーパレス (Pastry Palace) は、ワールドバザールにあるショップで、「ワールドバザール・コンフェクショナリー」と同じく、お菓子類を扱っている。こちらはビスケットやクッキーが中心。
TDLの開園と同時にオープンしたが、当初はレストランであった。1991年11月28日にショップとしてリニューアルされた。
店内で焼き菓子を焼いているという設定であり、オーブンを模したインテリアなども存在したが、改装後はオーブンは無くなってしまった。
バックグラウンドストーリー
19世紀末、ある街に菓子作りの上手な婦人、ペネロープ・バンが夫ジョージと娘マーガレットの3人で暮らしていた。彼女は手作りのビスケットやクッキーを作るたびに近所の子供たちに配っていた。ある年、夫人の誕生日に子供たちは感謝を込めてそれぞれお菓子作りの道具をプレゼント。その結果、夫人はお店を開くことにした。その後、評判となったお店は娘のマーガレットが受け継ぎ、母親が愛用していた道具やレシピ本、父親の手作り家具を置き、このお店をお菓子の宮殿「ペイストリーパレス」と名付けた。

### ホームストア
| ホームストア | ホームストア  |
| ------------ | ------------- |
| オープン日   | 1998年7月17日 |
| 商品ジャンル | 生活用品      |

ホームストア (The Home Store) は、ワールドバザールにあるダイニング用品やキッチン用品など、生活用品を扱っているショップ。1998年7月17日にオープン。それまでの「シグネチャーショップ」と「チャイナキャビネット」の2店舗を統合してオープンしたため店内はL字型の変わった間取りになっており、面積はワールドバザールのショップの中では比較的大きく、品揃えも豊富。特に食器類が充実している。2014年1月6日から2014年4月中旬の間、改装のため一時クローズした。

### マジックショップ
マジックショップ (Magic Shop) は、ワールドバザールにあるショップで、その名の通り手品用品を販売している。比較的安いものから高価なものまで、バラエティに富んだ品揃え。また、キャストがよくショップ前で手品を実演している。

## アドベンチャーランド

### アドベンチャーランド・バザール
| アドベンチャーランド・バザール | アドベンチャーランド・バザール                       |
| ------------------------------ | ---------------------------------------------------- |
| オープン日                     | 1983年4月15日 (東京ディズニーランドと同時にオープン) |
| 商品ジャンル                   | イベントグッズ、カプセルトイなど                     |

アドベンチャーランド・バザール (Adventureland Bazaar) は、アドベンチャーランドにある店舗タイプのショップ。2015年12月17日に「サファリ・トレーディング・カンパニー」を併合する形でリニューアルオープンし、ディズニーキャラクターの身に付けグッズやスペシャルイベントのグッズを販売している。店内には、スーベニアメダルとカプセルトイも設置されている。また、外壁には、ディズニー映画『ジャングルブック』のキャラクターが描かれているほか、その店内は美しいインドのジャングルや宮殿などのモチーフがデザインされている。なお、リニューアル前の2015年6月21日までは、中南米や東南アジアの民芸品や、アクセサリー、装飾品などを販売していた。

### クリスタルアーツ
クリスタルアーツ (Cristal Arts) は、アドベンチャーランドのロイヤルストリートにある、ガラスの工芸品などを販売するガラス工芸専門店。ガラスのフォトフレームやグラスなどを販売している。また実際にガラス工芸を作っている様子も見ることができる。1986年4月25日 オープン。

### ゴールデンガリオン
ゴールデンガリオン (The Golden Galleon) は、アドベンチャーランドのロイヤルストリートにあるショップで、海賊のグッズを中心に販売している。「カリブの海賊」の出口と直結している。ガリオン船の精密な模型から、望遠鏡、カギ爪など遊べるものから、髑髏を模したネックレスやブレスレットなど、さまざまな海賊グッズがある。また、「カリブの海賊」をモチーフにしたディズニー映画『パイレーツ・オブ・カリビアン』のDVDも販売している。
バックグラウンドストーリー
ゴールデンガリオンとは黄金のガリオン船という意味。15世紀から19世紀にかけてスペインの軍用船として、または貿易に使われていた大型帆船のこと。そのうちの何隻かは航海中にカリブ海で略奪され海賊船に変えられた。

### ジャングルカーニバル
| ジャングルカーニバル | ジャングルカーニバル |
| -------------------- | -------------------- |
| オープン日           | 2015年12月17日       |
| 商品ジャンル         | ゲームショップ       |

ジャングルカーニバル (Jungle Carnival) は、アドベンチャーランドにあるお店。「サファリ・トレーディング・カンパニー」、「チキ・トロピックショップ」、「パシフィック・エクスポート」の跡地に、2015年12月17日にオープンした。丸太を投げるゲームと、ボールを転がすゲームの2種類がある。1回500円で挑戦でき、成功した場合はクッションが、失敗した場合はピンが貰えた。価格、景品が2020年にリニューアルされ1回700円、成功でフィギュア（探検家スタイルのミッキーとミニーの2種類）、失敗した場合はチャーム（ミッキー、ミニー、ライオン・キングのキャラクターの全5種類）となった。

### パイレーツ・トレジャー
| パイレーツ・トレジャー | パイレーツ・トレジャー |
| ---------------------- | ---------------------- |
| オープン日             | 2007年7月20日          |
| 商品ジャンル           | ピン、メダル           |

パイレーツ・トレジャー (The Pirates Treasure) は、アドベンチャーランドのロイヤルストリートにあるお店。「ゴールデンガリオン」と「ブルーバイユー・レストラン」の間にあり、ピンやメダルなどコレクタブルアイテムを扱うショップ。2007年7月20日にオープンした。

### パーティグラ・ギフト
| パーティグラ・ギフト | パーティグラ・ギフト |
| -------------------- | -------------------- |
| オープン日           | 2007年3月10日        |
| 商品ジャンル         | ニューオーリンズ関連 |

パーティグラ・ギフト (Party Gras Gift) は、2007年3月10日にアドベンチャーランドのロイヤルストリートに新規開店した、19世紀のニューオーリンズの雰囲気が漂うショップ。オリジナルのコーヒーアイテムやニューオーリンズのカーニバル「マルティグラ」をテーマにしたキャラクターグッズやアクセサリー、非ディズニーグッズとしては、ニューオーリンズ・ジャズやディキシーランド・ジャズに関連したグッズを販売する。
テーマは「優雅さと華やかさが共演する空間」

### ラ・プティート・パフュームリー
ラ・プティート・パフュームリー (La Petite Parfumerie) は、アドベンチャーランドのロイヤルストリート最奥にある、オリジナルの香水や石鹸などのコスメを販売しているショップ。

### ル・マルシェ・ブルー
ル・マルシェ・ブルー (Le Marché Bleu) は、アドベンチャーランドにあるワゴンショップ。カチューシャなどのヘッドウェアが中心である。

## ウエスタンランド

### ウエスタンウエア
ウエスタンウエア (Western Wear) は、ウエスタンランドにあるショップで、ウエスタンブーツやウエスタンハット、ウエスタンウエアなど、ウエスタンに因んだ商品が売られている。

### ウエスタンランド写真館
ウエスタンランド写真館 (Westernland Picture Parlour) は、ウエスタンランドの「トレーディングポスト」内にある写真スタジオ。2018年9月2日まではウエスタンスタイルの衣装を貸し出して撮影を行っていた が、2018年9月3日より衣装の貸出を終了し、新たに小道具を貸し出すようになった。またゲストのスマートフォンを用いて写真の加工を行うことも出来るようになった。
バックグラウンドストーリー
持ち運びのカメラが開拓の地・ウエスタンランドにもやってきて、技術者が時折、トレーディングポストで、常連客の写真を撮っていたところ、それを見ていた人たちが「自分も撮ってほしい！」との声があがり、さらには「スタジオを！」という要望が出るまでになってできたのが、いまでは誰もが認める町の人気スポット「ウエスタンランド写真館」。軒先には、その箱形のカメラが置いてある。

### カントリーベア・バンドワゴン
カントリーベア・バンドワゴン (Country Bear Bandwagon) は、ウエスタンランドにあるワゴンタイプのショップで、ウエスタンランドで売られている商品全般を扱っている（ただし、ワゴンなので品揃えは少なめ）。カントリーベア・シアターの熊たちが使用しているワゴンという設定。

### ゼネラルストア
ゼネラルストア (General Store) は、ウエスタンランドにあるショップ。1984年4月27日オープン。TDLで売られているお菓子全般のほかに、ビーフジャーキーやサラミソーセージなどの商品もある（TDLのオリジナルのもあれば、輸入品もある）。
ゼネラルストアとは食料雑貨屋のことで、アメリカ開拓時代をしのばせる店構え。

### トレーディングポスト
| トレーディングポスト | トレーディングポスト                                 |
| -------------------- | ---------------------------------------------------- |
| オープン日           | 1983年4月15日 (東京ディズニーランドと同時にオープン) |
| 商品ジャンル         | ウエスタングッズ                                     |

トレーディングポスト (Trading Post) は、ウエスタンランドにあるショップで、「ウエスタンウエア」とともに、本格的なウエスタングッズを売っているショップ。インディアン風のアクセサリーや工芸品などを売っている。また、店内に「ウエスタンランド写真館」も併設されている。
トレーディング・ポストとは西部開拓時代、インディアンと白人が毛皮や鉄砲を物々交換した交易所のこと。

### ハッピーキャンパーサプライ
ハッピーキャンパーサプライ（Happy Camper Supplies）

### フロンティア・ウッドクラフト
フロンティア・ウッドクラフト (Frontier Woodcraft) は、ウエスタンランドにあるショップで、レザーブレスやレザーストラップなどを販売している。レザーブレスとレザーストラップは無料で名前を入れてくれる（字数制限あり）。注文してから大体1時間程度で出来上がる。1986年6月20日 オープン。

## クリッターカントリー

### フート&ハラー・ハイドアウト
フート&ハラー・ハイドアウト (Hoot & Holler Hideout) は、クリッターカントリーにあるショップで、動物のぬいぐるみや文房具などを売っている。1994年3月11日オープン。このショップは「ビーバーブラザーズのカヌー探検」に向かう途中のトンネル内にある、小規模なショップなので品揃えは少ない。
2024年11月30日をもってクローズ
バックグラウンドストーリー
暑い夏の日のこと。かくれんぼもできないほどの暑さにクリッターの子供たちは涼しい隠れ家がほしくなった。クリッターカントリーに住む動物たちの合言葉で、相手が「フート」といったら「ハラー」と返す。この合言葉を聴いた子供たちが集まり隠れ家を作り上げた。夏が終わると住民たちのコミュニケーション・ストアとして生まれ変わった。「ハイドアウト」とは隠れ家、アジトの意。

## ファンタジーランド

### ガラスの靴
ガラスの靴 (The Glass Slipper) は、ファンタジーランドにあるショップで、ワイングラスなどのガラス製品を販売しているショップ。また、実際にガラス製品を作っている様子を見ることもできる。店名はディズニー映画『シンデレラ』に登場するシンデレラのガラスの靴に由来。

### キングダム・トレジャー
キングダム・トレジャーは、ファンタジーランドにあるショップで、2011年4月15日におしゃれキャットを改装し開店した。店内には中世騎士に扮したミッキーの絵画が飾られている。

### ストロンボリズ・ワゴン
ストロンボリズ・ワゴン (Stromboli's Wagon) は、ファンタジーランドにあるワゴンタイプのショップで、チケットホルダーやカチューシャなどの商品を扱っている。店名はディズニー映画『ピノキオ』に登場するストロンボリ親方の名前に由来。

### ハーモニーフェア
ハーモニーフェアは、ファンタジーランドのミッキーのフィルハーマジックのオリジナルグッズを販売している店。2011年1月11日、マッドハッター跡地に開店。

### ビレッジショップス
| ビレッジショップス | ビレッジショップス |
| ------------------ | ------------------ |
| オープン日         | 2020年9月28日      |
| 商品ジャンル       | 美女と野獣関連商品 |

ビレッジショップスは美女と野獣関連ショップ。「ラ・ベル・リブレリー」「リトルタウントレーダー」「ボンジュールギフト」よりなる。オープン日から店舗事前来店予約サービスの対象となっており、グッズの展示のみ行い、グッズに手を触れることはできなかった。2020年11月28日より店舗で通常通り購入できるようになった。また、2021年1月18日より事前予約は不要となった。

### プーさんコーナー
プーさんコーナー (Pooh Corner) は、ファンタジーランドにあるショップで、ディズニー映画『くまのプーさん』に登場するプーさんグッズを扱っている。2000年7月14日オープン。ファンタジーランドにあるアトラクション「プーさんのハニーハント」の出口と直結しており、そのまま店内に入ることができる（もちろん、パーク側からも出入りできる）。以前はワールドバザールにあったショップ「ムービープレミアショーケース」もプーさんグッズ専門店だったが、そのショップが無くなった今はこの「プーさんコーナー」だけが、プーさんグッズ専門店になった。

### ブレイブリトルテイラー・ショップ
| ブレイブリトルテイラー・ショップ | ブレイブリトルテイラー・ショップ |
| -------------------------------- | -------------------------------- |
| オープン日                       | 2018年3月6日                     |
| 商品ジャンル                     | ベビーと幼児グッズ               |

ブレイブリトルテイラー・ショップ (Brave Little Tailor Shoppe) は、ファンタジーランドにある、ベビーと幼児グッズを取り扱っている店舗タイプのショップ。2018年3月6日に「ベビーマイン」の跡地にオープンした。店内は、1938年に公開されたディズニーアニメーション短編映画『ミッキーの巨人退治』をモチーフに作られており、ミッキーが仕立屋として働いている作業場と、ミッキーが仕立てた洋服をミニーが展示・販売している2つのエリアで構成されている。装飾にも同作を彷彿させる映画の世界が広がり、ドレッシングルームも用意されている。

### プレジャーアイランド・キャンディーズ
プレジャーアイランド・キャンディーズ (Pleasure Island Candies) は、ファンタジーランドにあるショップで、キャンディーやクッキーなどのお菓子類を中心に取り扱っているショップ。店名はディズニー映画『ピノキオ』の中に登場する遊園地「プレジャーアイランド」に由来。

## トゥーンタウン

### ギャグファクトリー/ファイブ・アンド・ダイム
| ギャグファクトリー/ファイブ・アンド・ダイム | ギャグファクトリー/ファイブ・アンド・ダイム |
| ------------------------------------------- | ------------------------------------------- |
| オープン日                                  | 1996年4月15日                               |
| スポンサー                                  | 講談社                                      |
| 商品ジャンル                                | トゥーンタウンオリジナルグッズ              |

ギャグファクトリー/ファイブ・アンド・ダイム (Gag Factory / Toontown Five & Dime) は、トゥーンタウンにあるショップで、トゥーンタウンオリジナルグッズを中心に販売しているショップ。店名の「ファイブ」とはこの場合5セント硬貨を、「ダイム」は10セント硬貨を意味する。また、店内にはこの店オリジナルの「ワッキー・ギャグ・オ・マティック」（いわゆるディズニー版カプセルトイ）という機械があり、カプセルに入ったおもちゃを購入できる。
この店舗のバックグラウンドストーリー「ギャグファクトリー」のオーナーはシェナニガンズ、「ファイブ・アンドダイム」の所有者はモンキーシャインズでもともとは2つの店は壁を隔ててライバル会社であった。両方の店の主人は「我こそギャグ作りの名人だ」と言い張っていた。ある日、シェナニガンズがファイブ・アンドダイムの正面入り口に人が通ると頭上からペンキが入ったバケツが落ちる。一方、モンキーシャインズはギャグファクトリーの入り口にプラスチックの幕を張りゲストを道路に弾き飛ばした。別の日は、シェナニガンズがモンキーシャインズの商品である鼻付きメガネにのりをつけそれを付けた人は永久にメガネがくっついてしまうように工作。一方、シェナニガンズはチャタリングティースという歯がカチカチ鳴るギャグギャググッズにいたずらをしおしゃべりを始めたら歯が抜けるようにした。そしてついに、モンキーシャインズは2つの店を隔てる壁の穴から食用油を流し込むこと、シェナニガンズは同じ穴からストーブの煙を流し込むことを同時に思い付いた。結果、2つの店の壁を吹き飛ばしてしまった。この事実を知った2人は2日間ぶっ続けで笑い続け、とうとう互いの才能を尊敬しあい1つの店に統合した。
Trivia
- ギャグファクトリーの入り口にあるのは笑いのメーター[2]。
- 店内中央のレジにある大きな機械は「ギャグ製造マシン」となっており、トゥーンタウンの住人が使うギャグを製造・販売している[13]。

### トゥーンタウン・デリバリー・カンパニー
| トゥーンタウン・デリバリー・カンパニー | トゥーンタウン・デリバリー・カンパニー |
| -------------------------------------- | -------------------------------------- |
| オープン日                             | 1996年4月15日                          |
| スポンサー                             | 講談社                                 |
| 商品ジャンル                           | 文房具、アクセサリー                   |

トゥーンタウン・デリバリー・カンパニー (Toontown Delivery Company) は、トゥーンタウンにあるワゴンタイプのショップで、トゥーンタウンをモチーフにした帽子や文房具、アクセサリーなどのグッズを販売している。悪天候の場合などには、通常より早めに閉店してしまうことがあるので注意が必要である。
このお店のバックグランドストーリー
このワゴンはもともと『ギャグファクトリー/ファイブ・アンド・ダイブ』に商品を卸していたトラックだった。ある日このトラックはお店に向かう途中、同時にタイヤを4つともパンクさせてしまう。困った運転手はトラックに積んでいた商品をその場で売ってしまおうと考える。商売を始めると意外にも繁盛したため、パンクしたトラックは今でもその場所で商売を続けている。

## トゥモローランド

### コズミック・エンカウンター
コズミック・エンカウンター(Cosmic Encounter)は、トゥモローランドにあるショップで、ストラップやキーチェーンなどの携帯電話グッズを中心に取り扱っている。1989年7月7日オープン。この店ではアルファベットが書かれた金属製のキューブを自分で好きなように組み合わせることができるオリジナルのキーチェーンやストラップが作れる。アトラクション「スター・ツアーズ:ザ・アドベンチャーズ・コンティニュー」が前にあるため、映画『スター・ウォーズ』のグッズも販売している。ちなみに店名の「コズミック・エンカウンター」とは「宇宙での遭遇」という意味。

### スターゲイザーサプライ
| スターゲイザーサプライ | スターゲイザーサプライ |
| ---------------------- | ---------------------- |
| オープン日             | 2020年9月28日          |
| 商品ジャンル           | ベイマックスグッズ     |

スターゲイザーサプライ (Stargazer Supplies) は、トゥモローランドにあるショップで、ベイマックスのぬいぐるみやカチューシャ、キャップなど、ディズニーキャラクターのグッズを販売している。
この店舗のバックグラウンドストーリー天文学を志す学生や愛好家などのアマチュア天文学者たちが集い、屋上にある望遠鏡で星空や宇宙の研究をしているという設定。

### トレジャーコメット
| トレジャーコメット | トレジャーコメット |
| ------------------ | ------------------ |
| オープン日         | 2015年3月20日      |
| 商品ジャンル       | スティッチグッズ   |

トレジャーコメット (Treasure Comet) は、トゥモローランドにあるショップで、スティッチのぬいぐるみや文具、アパレルなど、ディズニーキャラクターのグッズを販売。また人気のカプセルトイやスーベニアメダルのマシンも設置。2015年7月17日にオープンしたアトラクション「スティッチ・エンカウンター」に関連した商品も販売している。

## クローズしたショップ

### ワールドバザール

#### アップタウン・ブティック
アールヌーボ調の店内で、衣類などを扱っていたショップ。ディズニーキャラクターが前面に出ている商品ではなく、アクセントとしてキャラクターが描かれている商品が中心なので、大人でも買いやすくなっていた。
2007年5月6日にクローズ。複数店舗が統合され、タウンセンターファッションとなった。

#### エンポーリアム
複数店舗が統合され、グランドエンポーリアムとなった。

#### コンフェクショナリー
複数店舗が統合され、ワールドバザール・コンフェクショナリーとなった。
バックグラウンドストーリー
1900年、パン職人のサイラス・ジェイムス、お菓子作りをきっかけに小さなお菓子屋さんを開いた。近所で評判の店となり、1910年のステート・フェア（見本市）に自慢のお菓子5つを持って参加。すると、5つのブルーリボン賞を獲得するという前代未聞の快挙を成し遂げた。お店はたちまち大盛況となり、奥さんのローズと娘のメアリーを連れて生涯の夢だった世界一周旅行へと出かけて行った。

#### シグネチャーショップ
イヤーキャップ、帽子、Tシャツなどを販売。シグネチャーは署名という意味で、ここで購入した商品の一部は名前を入れることができた。

#### ストーリーブック・ストア
2007年5月6日にクローズ。複数店舗が統合され、タウンセンターファッションとなった。

#### タウンクロージアーズ
Tシャツなどのカジュアルな服装やディズニーキャラクターをモチーフにした服、子供服などを販売する店。
- バックグラウンドストーリー[2]真面目で働き者の仕立て屋ジョン・アダムスと妻のアデラインが一生懸命に働いた末、1896年にオープンさせることができた店。
ジョン・アダムスはメインストリートを通る人の目を惹くためショーウィンドウに自慢の腕をふるって作った服を飾った。
また、縫製のための作業室は改装され、アデラインの子供服ブティックになっている。

2002年10月20日にクローズ。複数店舗が統合され、グランドエンポーリアムとなった。

#### ディズニーコレクション
ディズニー映画の複製セル画、リトグラフ、ポスター、置物などを取り扱っていたショップ。
2005年8月10日にクローズ。クローズ後、一部の人形が「ディズニーギャラリー」へ移設された。
複数店舗が統合され、ワールドバザール・コンフェクショナリーとなった。

#### トイキングダム
ショップ名にもあるように、ディズニーキャラクターのおもちゃを取り扱っていた。以前はトミーがスポンサーだったが、2006年9月に撤退した。子供向けのおもちゃなどを販売しており、ディズニーやパークにちなんだ商品が売られていた。
2007年5月6日にクローズ。複数店舗が統合され、タウンセンターファッションとなった。

#### ビーバップ・ホップ
キャップ帽子やゴルフボール、ポロシャツなど、スポーツ用品を扱っていたショップ。また、Tシャツやパーカーなどの普通の衣類も売っていた。
店名のビーバップとは1940年代中期にニューヨークで生まれ、1950年代に大流行したジャズ音楽のこと。ボーカルの独特の発生がその名前の由来。また、ホップにはダンスパーティーの意味がある。
2007年5月6日にクローズ。複数店舗が統合され、トイ・ステーションとなった。

#### ビクトリアズ・ジュエリーボックス
ピアスやネックレスといったアクセサリーを取り扱っていたショップ。ディズニーキャラクターをあしらったもの以外にも、たくさんのアクセサリーが販売されていた。
店名のビクトリアとは、19世紀に大帝国を築いたイギリスのビクトリア女王のこと。
2007年11月15日にクローズ。現在は「ハウス・オブ・グリーティング」の書籍・CD・DVD販売スペースになっている。

#### ミッキーのモダーンメモリー
当初は海外のディズニーグッズを販売していたが、後にスペシャルイベントグッズ専門店となった。
2007年5月6日にクローズ。複数店舗が統合され、トイ・ステーションとなった。
バックグラウンドストーリー
冒険家のミッキーが豪華客船、流線形列車、中国の大型帆船チャイナクリッパー、飛行船ツェッペリン号などに乗って世界旅行し、旅先で見つけた思い出の品々を集めたショップ。

#### ムービープレミアショーケース
ディズニー映画のキャラクターグッズのショップ。後に、くまのプーさんのグッズがほとんどとなっていき、店内の装飾も同作品が中心になっていた。
2005年8月31日にクローズ。複数店舗が統合され、ワールドバザール・コンフェクショナリーとなった。
バックグラウンドストーリー
黒タキシードを着たミッキーマウスがフィルムを回す試写会場。

#### メインストリート・デイリー
2019年5月7日をもってクローズ。

### アドベンチャーランド

#### ル・グルメ
ル・グルメ (Le Gourmet) は、アドベンチャーランドにあった、オリジナルの紅茶などを売っていた紅茶専門店。
フランス語で美食家のための店という意味を持つショップで最初はキッチン用品などを売っていた が、「ホームストア」オープンの際にキッチン用品は「ホームストア」で扱うようになり、以来、紅茶専門店になった。
ダージリンティーやセイロンティーなどのメジャーなものをはじめ、オレンジティーやフレーバーティーなどのあまりメジャーではないものまで様々な種類の紅茶を扱っていた。また、紅茶以外にもカップやソーサーなどの紅茶に使うための食器類なども販売していた。
2007年1月9日に特に告知もなくクローズし、「パーティグラ・ギフト」に改装された。

#### 黒ひげ写真館
黒ひげ写真館(Blackbeard's Portrait Deck)は、アドベンチャーランドのロイヤルストリート、ゴールデンガリオンの隣にあった、海賊のコスチュームで記念写真が撮れたショップ。写真はカラーかセピアのどちらかを選択できた。
2007年5月6日にクローズ。現在はパイレーツ・トレジャーになっている。

#### キャンディーワゴン
キャンディーワゴン (Candy Wagon) は、アドベンチャーランドにあった、キャンディの専門ショップ。様々な種類のキャンディーを販売していた。 1985年3月20日 のオープン当初は、ブルーバイユレストランとトレジャーチェスト（現在のクリスタルアーツ）の間の通路際のくぼんだ場所に設置されていたが、1年ほどで、レストランに並ぶ人の邪魔になるなどの理由で現在の場所に移動した。
1997年時はワールドバザールにあった。
現在は「ル・マルシェ・ブルー」に改名している。

#### パシフィック・エクスポート
2015年6月21日にクローズ。2013年3月31日までは、千葉物産館・美術工芸という店名だった。
現在はジャングルカーニバルになっている。

#### サファリ・トレーディング・カンパニー
| サファリ・トレーディング・カンパニー | サファリ・トレーディング・カンパニー |
| ------------------------------------ | ------------------------------------ |
| オープン日                           | 1986年12月8日                        |
| クローズ日                           | 2015年6月21日                        |
| 商品ジャンル                         | サファリをイメージしたグッズ、民芸品 |

サファリ・トレーディング・カンパニー (Safari Trading Company) は、アドベンチャーランドのサファリエリアにあったショップで、アフリカの動物たちやサファリをイメージしたグッズや民芸品などが売られていた。
2015年6月21日にクローズ。現在はジャングルカーニバルになっている。

#### チキ・トロピックショップ
チキ・トロピックショップ (Tiki Tropic Shop) は、アドベンチャーランドのサファリエリアにあった、エキゾチックなアイテムを扱うショップ。ポリネシアン風やハワイアン風の民芸品などを販売していた。
2015年6月21日にクローズ。現在はジャングルカーニバルになっている。

### ファンタジーランド

#### ファンタジーランド・カメラショップ
| ファンタジーランド・カメラショップ | ファンタジーランド・カメラショップ                   |
| ---------------------------------- | ---------------------------------------------------- |
| オープン日                         | 1983年4月15日 (東京ディズニーランドと同時にオープン) |
| クローズ日                         | 2009年5月25日                                        |
| スポンサー                         | 富士フイルム                                         |
| 商品ジャンル                       | カメラ用品                                           |

ファンタジーランド・カメラショップ (Fantasyland Camera Shop) は、ファンタジーランドにあるショップで、写真フィルムや電池、アルバムなどのカメラ用品を販売していたショップ。「マッドハッター」と同じ店舗にあった。
スポンサーは富士フイルムであった。
2009年5月25日に併設されているアトラクション『ミッキーマウス・レビュー』の運営終了と共に当ショップもクローズした。

#### マッドハッター
| マッドハッター | マッドハッター                                       |
| -------------- | ---------------------------------------------------- |
| オープン日     | 1983年4月15日 (東京ディズニーランドと同時にオープン) |
| クローズ日     | 2009年5月25日                                        |
| 商品ジャンル   | 帽子                                                 |

マッドハッター (The Mad Hatter) は、ファンタジーランドにある帽子を販売していた帽子専門店。ディズニー映画『ふしぎの国のアリス』に登場するマッドハッター（邦訳：いかれ帽子屋）が店名の由来。そのため、販売している帽子もマッドハッターが被っていたようなユニークなものが多い。また、帽子のほかにカチューシャなども販売していた。
2009年5月25日に併設されているアトラクション『ミッキーマウス・レビュー』の運営終了と共に当ショップもクローズした。

#### おしゃれキャット
| おしゃれキャット | おしゃれキャット                                     |
| ---------------- | ---------------------------------------------------- |
| オープン日       | 1983年4月15日 (東京ディズニーランドと同時にオープン) |
| クローズ日       | 2011年1月10日                                        |

おしゃれキャット (The AristoCats) は、ファンタジーランドにあったショップで、ディズニーキャラクターのぬいぐるみを中心に、フィギュアリンやアクセサリー、Tシャツなどを販売していた。店名はディズニー映画『おしゃれキャット』に由来。2011年4月11日より新規店舗「キングダム・トレジャー」としてオープンした。

#### ベビーマイン
| ベビーマイン | ベビーマイン  |
| ------------ | ------------- |
| オープン日   | 2001年3月9日  |
| クローズ日   | 2017年7月10日 |
| 商品ジャンル | ベビー用品    |
| 宅配センター | ×             |

ベビーマイン (Baby Mine) は、ファンタジーランドにあるショップで、ベビーグッズを中心に取り扱っているショップ。ベビーミッキーやベビーアリエルなど、ディズニーキャラクターもベビーキャラクターがほとんど。以前は「ティンカーベル・トイショップ」という名前のショップだったが、2001年3月にリニューアルして、現店舗名に改名。品揃えもベビー用品専門となった。店名はディズニー映画『ダンボ』内で、ダンボのお母さんが歌う子守唄「ベビーマイン」に由来。2017年7月10日にクローズ。

### ファンタジーギフト
ファンタジーギフト (Fantasy Gifts) は、ファンタジーランドにあるショップで、ディズニーキャラクターのグッズを売っている小規模なショップ。「ホーンテッドマンション」がホリデーナイトメアバージョンになっている時は、ホリデーナイトメアのデコレーションが施され、取り扱うグッズもホリデーナイトメアグッズ中心になった。2018年2月15日にクローズ。

### プラネットM

#### ステラ・スウィート
| ステラ・スウィート | ステラ・スウィート |
| ------------------ | ------------------ |
| オープン日         | 1997年7月18日      |
| クローズ日         | 2012年1月9日       |
| 商品ジャンル       | お菓子             |
| 宅配センター       | ○                  |

ステラ・スウィート(Stellar Sweets)は、トゥモローランドにあったショップで、キャンディーやクッキー、チョコレートなどのお菓子類を販売していた。1997年7月18日オープン。2012年1月9日をもってクローズ。
現在は、アトラクション「スター・ツアーズ:ザ・アドベンチャーズ・コンティニュー」のファストパス発券所となっている。

#### ステラ・サープラス
| ステラ・サープラス | ステラ・サープラス |
| ------------------ | ------------------ |
| オープン日         | 2009年1月9日       |
| クローズ日         | 2009年2月5日       |
| 商品ジャンル       | アウトレット       |

ステラ・サープラス (Stellar Surplus) は、トゥモローランドのステラ・スウィートを2009年1月9日から同年2月5日の期間限定で改装したショップ。
TDLのグッズを、格安で販売するアウトレット店。

#### イメージワークス
| イメージワークス | イメージワークス |
| ---------------- | ---------------- |
| オープン日       | 1997年4月15日    |
| クローズ日       | 2014年9月30日    |
| 宅配センター     | ×                |

イメージワークス (Image works) は、トゥモローランドにあったショップで、ディズニーキャラクターとの合成写真が撮れるショップ。撮影する際は、グリーンスクリーンの前に立ち写真を撮る。絵柄は常時数種類用意されており、スペシャルイベント開催時にはスペシャルイベント柄の絵柄も登場していた。1997年4月15日オープン。2014年9月30日をもってクローズ。
跡地は、2015年3月20日オープンのショップ「トレジャーコメット」になった。

### ソーラー・レイズ・ライトサプライ
| ソーラー・レイズ・ライトサプライ | ソーラー・レイズ・ライトサプライ |
| -------------------------------- | -------------------------------- |
| オープン日                       | 2001年4月28日                    |
| クローズ日                       | 2017年10月10日                   |
| 商品ジャンル                     | 小物、光るグッズ                 |

ソーラー・レイズ・ライトサプライ (Solar Ray's Light Supplies) は、トゥモローランドにあるショップで、昼はちょっとした小物を、夜は光るグッズを販売している。
ファンタジーランド再開発により、2017年10月10日にクローズ。この時、10月1日から10月10日までの限定で同時にクローズする「スター・ジェット」のラストフライト限定ロゴが店のレシートに使われた。

### パーク内

#### ファンタスティックワゴン
| ファンタスティックワゴン | ファンタスティックワゴン |
| ------------------------ | ------------------------ |
| オープン日               | 1993年9月4日             |
| クローズ日               | 2002年6月17日            |

夜使える光グッズを販売していた。午後4時開店。

### パーク外

#### プロムナードギフト/プロムナードギフト・イースト
| プロムナードギフト | プロムナードギフト |
| ------------------ | ------------------ |
| オープン日         | 1984年7月7日       |
| クローズ日         | 2018年4月15日      |

| プロムナードギフト・イースト | プロムナードギフト・イースト |
| ---------------------------- | ---------------------------- |
| オープン日                   | 1989年7月19日                |
| クローズ日                   | 2019年5月7日                 |

プロムナードギフト/プロムナードギフト・イースト (Promenade Gifts / Promenade Gifts East) は、TDLのエントランス外にあった、東京ディズニーランドのグッズ全般を扱っているショップである。開園30分前から営業している。ちなみに舞浜駅側が「プロムナードギフト・イースト」、駐車場側が「プロムナードギフト」である。プロムナードギフトは2018年4月15日、プロムナードギフトイーストは2019年5月7日をもってクローズ。
また、プロムナードギフト・イーストではパーク内で注文したフォトエキスプレスを受け取ることができる。※ただし、翌日以降。

## その他

### Rainy Season Sweets Promotion
対象ショップで1回の会計で菓子類5点以上購入ですべての菓子類が30%割引となる。
実施期間
- 2021年6月1日～6月20日

対象店舗
- キングダム・トレジャー
  - スタンバイパスの対象となる[22]。